# Blythe Danner
Blythe Danner (Filadelfia, 3 de febrero de 1943) es una actriz estadounidense ganadora de un Premio Tony y dos Premios Emmy.

## Biografía
Danner nació en Filadelfia, Pensilvania, siendo hija de Katharine (de soltera Kile; 1909-2006) y Harry Earl Danner, un ejecutivo bancario. Tiene un hermano, el tenor de ópera y actor Harry Danner, su cuñada es la intérprete y ahora directora Dorothy "Dottie" Danner. Su medio hermano materno es el fabricante de violines William Moennig. Danner tiene ascendencia de neerlandeses de Pensilvania (alemana), inglesa e irlandesa; su abuela materna fue una inmigrante alemana y una de sus bisabuelas paternas, de origen europeo, nació en Barbados.
Danner se graduó en 1960 de la George School, una escuela secundaria cuáquera, ubicada en Newtown, Bucks County, Pensilvania.
Estudió Arte Dramático en el Bard College, y empezó su carrera en la compañía teatral de Boston. A los 25 años (1968), ganó el Theater World Award gracias a su papel en Molière y El avaro, en el Centro Lincoln. Dos años más tarde, ganó el premio Tony por su trabajo en Butterflies Are Free.
Ha sido candidata al premio Emmy en varias ocasiones, y ha ganado dos. 
Durante 25 años ha presentado regularmente el festival de verano en el teatro de Williamstown, en el que ha podido ver actuar a su hija y a su sobrina Katherine Moennig.

## Carrera
Luego de la universidad, los primeros papeles de Danner incluyeron el musical Mata Hari en 1967, y la producción Summertree. Sus primeras apariciones en Broadway incluyeron Cyrano de Bergerac (1968) y The Miser (1969) que le valió un Theatre World Award. Ganó el Premio Tony por Mejor actriz invitada en una obra de teatro por interpretar una divorciada de espíritu libre en Butterflies Are Free de 1970.
En 1972, interpretó a Martha Jefferson en la versión para película de 1776. Ese mismo año hizo de una mujer cuyo marido le fue infiel junto a Peter Falk y John Cassavetes, en el episodio Etude in Black de la serie Columbo.
Su primer papel protagónico fue junto a Alan Alda en To Kill a Clown (1972). Danner también apareció en un episodio de la serie M*A*S*H titulado "The More I See You", haciendo del interés amoroso del personaje Hawkeye Pearce, interpretado también por Alda. Interpretó a la abogada Amanda Bonner en Adam's Rib, junto a Ken Howard como Adam Bonner. Apareció como Zelda Fitzgerald en F. Scott Fitzgerald and 'The Last of the Belles' (1974). Ese mismo año fue la heroína epónima del filme Lovin' Molly (dirigido por Sidney Lumet). En Futureworld de 1976, fue Tracy Ballard compartiendo junto a Peter Fonda. Para la película de TV Inside the Third Reich del año 1982, interpretó a la esposa del actor Albert Speer. En the Brighton Beach Memoirs (1986), fue una madre judía de mediana edad. También hizo papeles en películas basadas en novelas de Pat Conroy, The Great Santini (1979) y The Prince of Tides (1991), al igual que dos películas adaptadas a la televisión de libros escritos por Anne Tyler, Saint Maybe y Back When We Were Grownups, ambos para Hallmark Hall of Fame.

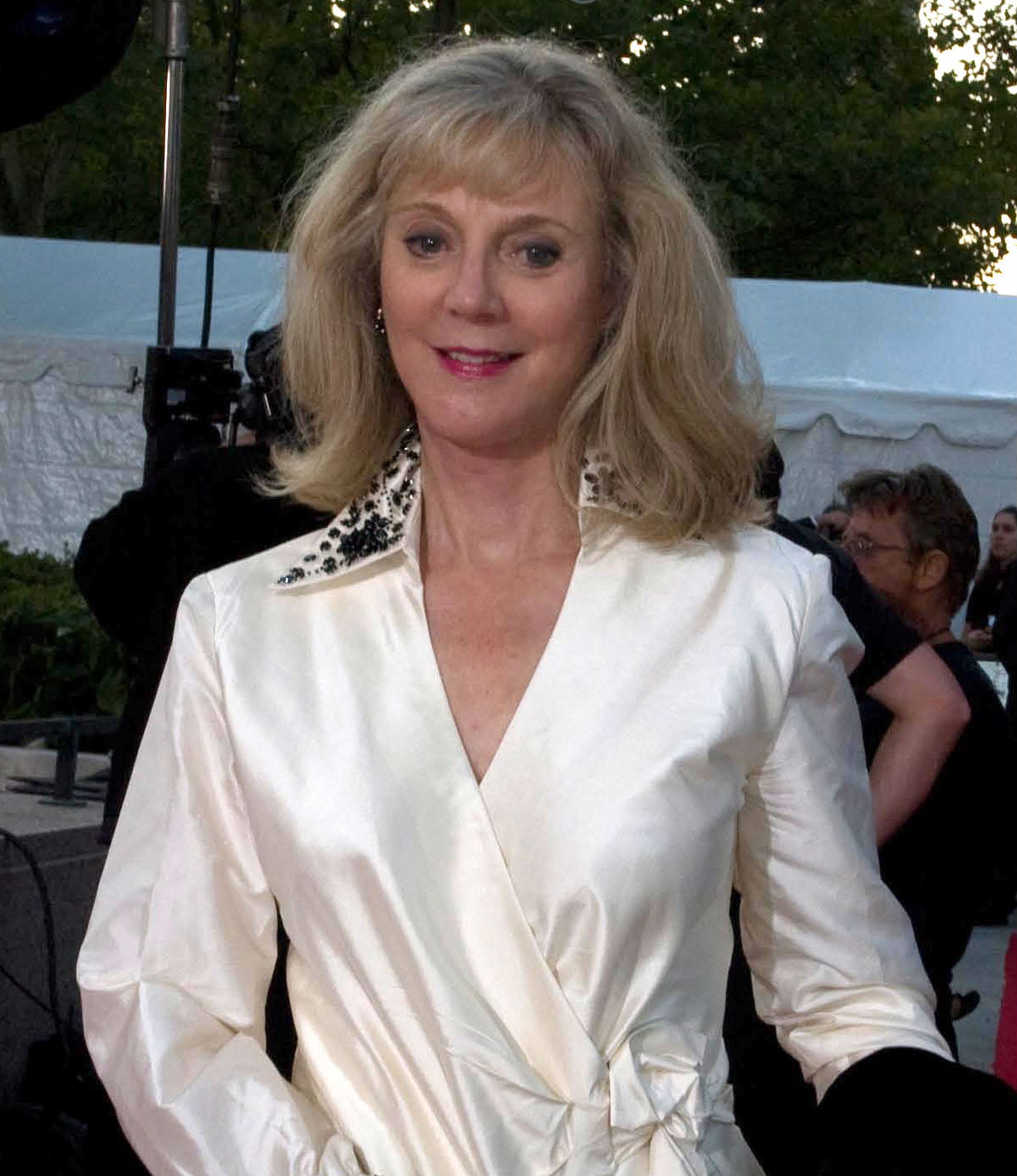
Danner en la apertura de la Ópera metropolitana, 22 de septiembre de 2008

En el año 2000, Danner actuó junto a Robert De Niro en la exitosa comedia Meet the Parents, y sus secuelas Meet the Fockers (2004) y Little Fockers de 2010.
De 2001 al 2006, hizo apariciones regulares en la sitcom Will & Grace, haciendo de Marilyn, la madre de Will Truman. De 2004 a 2006 formó parte del elenco principal de la serie de comedia dramática, Huff. En 2005, ella fue nominada a tres Primetime Emmy por su trabajo en Will & Grace, Huff, y la película para televisión Back When We Were Grownups, ganando finalmente por su papel en Huff. El año siguiente ganó su segundo Emmy, nuevamente por Huff. Por 25 años fue una intérprete regular del Williamstown Summer Theater Festival, donde también formó parte del panel de directores.
En 2006, Danner fue premiada con una medalla en la ceremonia inaugural de la Katharine Hepburn Medal, entregada por el Katharine Hepburn Center de Bryn Mawr College. En 2015, fue inducida al American Theater Hall of Fame.

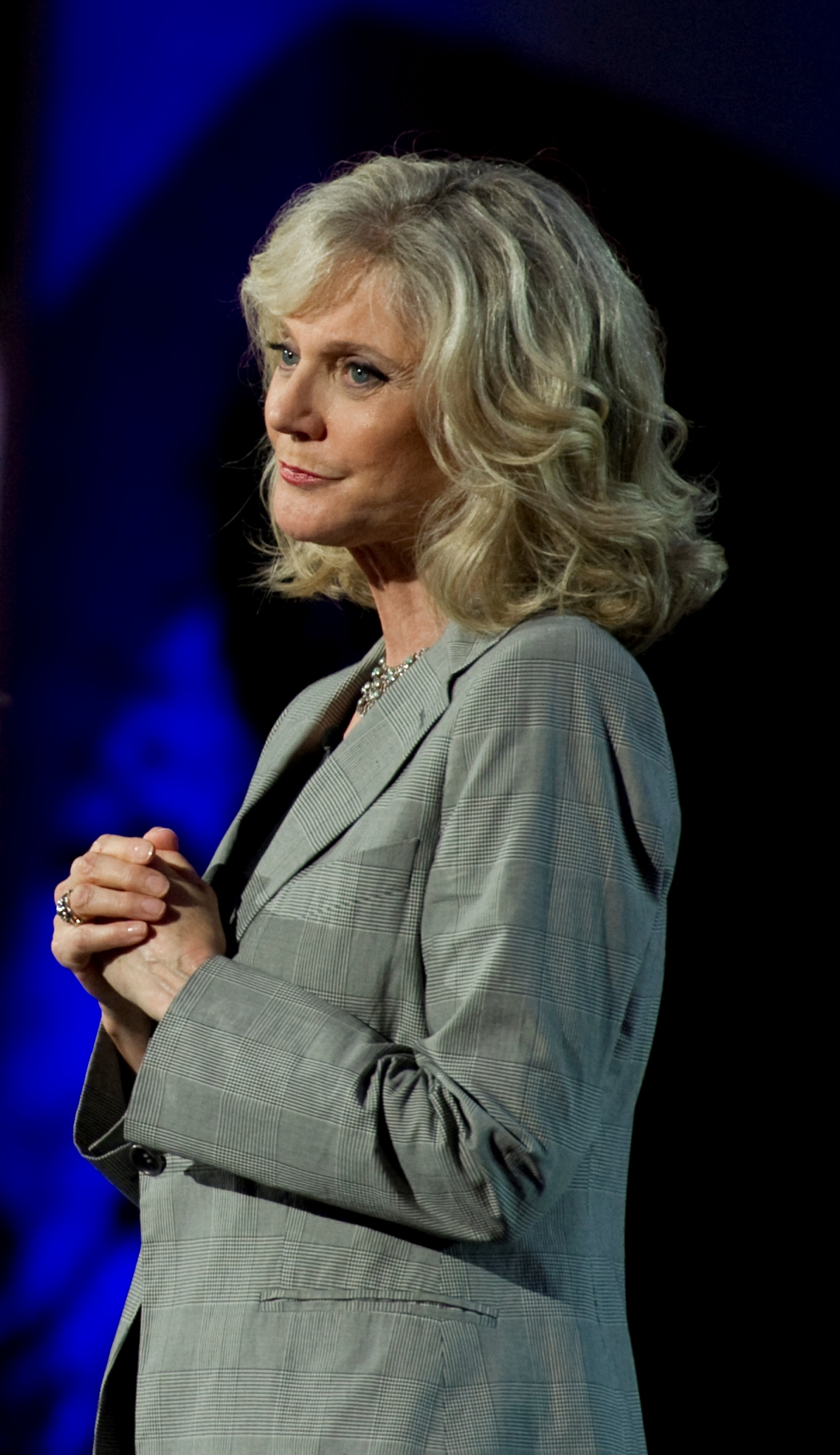
Blythe Danner en 2010

## Plano personal
Desde 1969 hasta el fallecimiento de este estuvo casada con el cineasta y productor Bruce Paltrow (1943-2002), y es madre de Gwyneth Paltrow y del director Jake Paltrow. Su nieta Apple Blythe Alison Martin Paltrow lleva el segundo nombre en su honor.
Danner protagonizó junto a Gwyneth la película para televisión, Cruel Doubt, en el año 1992 y nuevamente en Sylvia del año 2003, donde interpretó a Aurelia Plath, la madre del personaje principal Sylvia Plath interpretado por su hija.

### Activismo

#### Ambiente
Ha estado envuelta en actividades ambientales como el reciclaje y la conservación por cerca de treinta años. También ha estado activa en INFORM, Inc., en el panel de defensores ambientales por Nueva York  (Environmental Advocates of New York) y el panel de directores de la Environmental Media Association, ganando en 2002 el premio por su compromiso con la organización (EMA Board of Directors Ongoing Commitment Award). En 2011 ella se unió a Moms Clean Air Force, para ayudar en la convocatoria de padres a luchar contra la polución atmosférica.

#### Salud
Luego de la muerte de su esposo de cáncer de laringe, se involucró con la organización sin fines de lucro Oral Cancer Foundation. En 2005, filmó un anuncio público para elevar la conciencia pública acerca de la detección temprana de la enfermedad. Desde entonces ha hecho apariciones en programas matutinos y ha dado entrevistas como a People. La Bruce Paltrow Oral Cancer Fund, administrada por Oral Cancer Foundation, recauda fondos para la investigación de este tipo de cáncer y tratamiento, haciendo énfasis en comunidades donde no existe el cuidado médico necesario.
También hizo comerciales para Prolia, una marca comercial del denosumab usada en el tratamiento de la osteoporosis.

## Filmografía

### Películas
| Año  | Título                                           | Rol                      | Notas                                                                                    |
| ---- | ------------------------------------------------ | ------------------------ | ---------------------------------------------------------------------------------------- |
| 1972 | To Kill a Clown                                  | Lily Frischer            |                                                                                          |
| 1972 | 1776                                             | Martha Jefferson         |                                                                                          |
| 1974 | Lovin' Molly                                     | Molly Taylor             |                                                                                          |
| 1975 | Hearts of the West                               | Miss Trout               |                                                                                          |
| 1976 | Futureworld                                      | Tracy Ballard            | Saturn Award por Mejor actriz                                                            |
| 1979 | The Great Santini                                | Lillian Meechum          |                                                                                          |
| 1983 | Inside the Third Reich                           | Margarete Speer          |                                                                                          |
| 1983 | Man, Woman and Child                             | Sheila Beckwith          |                                                                                          |
| 1985 | Guilty Conscience                                | Louise Jamison           |                                                                                          |
| 1986 | Brighton Beach Memoirs                           | Kate Jerome              |                                                                                          |
| 1988 | Another Woman                                    | Lydia                    |                                                                                          |
| 1990 | Mr. and Mrs. Bridge                              | Grace Barron             |                                                                                          |
| 1990 | Alice                                            | Dorothy Smith            |                                                                                          |
| 1991 | El príncipe de las mareas                        | Sally Wingo              |                                                                                          |
| 1992 | Husbands and Wives                               | Madre de Rain            |                                                                                          |
| 1995 | Napoleon                                         | Madre Dingo              |                                                                                          |
| 1995 | Homage                                           | Katherine Samuel         |                                                                                          |
| 1995 | To Wong Foo, Thanks for Everything! Julie Newmar | Beatrice                 |                                                                                          |
| 1997 | The Myth of Fingerprints                         | Lena                     |                                                                                          |
| 1997 | Mad City                                         | Sra. Banks               |                                                                                          |
| 1998 | The Proposition                                  | Syril Danning            |                                                                                          |
| 1998 | No Looking Back                                  | Madre de Claudia         |                                                                                          |
| 1998 | The X-Files                                      | Jana Cassidy             |                                                                                          |
| 1999 | Forces of Nature                                 | Virginia Cahill          |                                                                                          |
| 1999 | The Love Letter                                  | Lillian MacFarquhar      |                                                                                          |
| 1999 | Things I Forgot to Remember                      | Sra. Bradford            |                                                                                          |
| 2000 | Meet the Parents                                 | Dina Byrnes              | Nominada – Blockbuster Entertainment Award por Actriz secundaria favorita en una comedia |
| 2001 | The Invisible Circus                             | Gail O'Connor            |                                                                                          |
| 2003 | Three Days of Rain                               | Mujer en taxi            |                                                                                          |
| 2003 | Sylvia                                           | Aurelia Plath            |                                                                                          |
| 2004 | Howl's Moving Castle                             | Madam Suliman            |                                                                                          |
| 2004 | Meet the Fockers                                 | Dina Byrnes              |                                                                                          |
| 2006 | Stolen                                           | Isabella Stewart Gardner |                                                                                          |
| 2006 | The Last Kiss                                    | Anna                     | Nominada – Satellite Award por Mejor actriz secundaria en una película                   |
| 2008 | The Sisterhood of the Traveling Pants 2          | Greta Randolph           |                                                                                          |
| 2009 | Waiting for Forever                              | Miranda Twist            |                                                                                          |
| 2009 | The Lightkeepers                                 | Sra. Bascom              |                                                                                          |
| 2010 | Little Fockers                                   | Dina Byrnes              |                                                                                          |
| 2011 | Paul                                             | Tara Walton              |                                                                                          |
| 2011 | What's Your Number?                              | Ava Darling              |                                                                                          |
| 2011 | Detachment                                       | Sra. Perkins             |                                                                                          |
| 2012 | The Lucky One                                    | Ellie Green              |                                                                                          |
| 2012 | Hello I Must Be Going                            | Ruth Minsky              |                                                                                          |
| 2014 | Murder of a Cat                                  | Edie Moisey              |                                                                                          |
| 2015 | I'll See You in My Dreams                        | Carol Petersen           | Nominada – Gotham Award por Mejor actriz Nominada – Satellite Award por Mejor actriz     |
| 2015 | Tumbledown                                       | Linda Jespersen          |                                                                                          |
| 2018 | What They Had                                    | Ruth Everhardt           |                                                                                          |
| 2018 | Hearts Beat Loud                                 | Marianne Fisher          |                                                                                          |
| 2018 | The Chaperone                                    | Mary O'Dell              |                                                                                          |
| 2019 | The Tomorrow Man                                 | Ronnie Meisner           |                                                                                          |
| 2019 | Strange but True                                 | Gail                     |                                                                                          |
| 2023 | Felicidad para principiantes                     | Gigi                     |                                                                                          |

### Televisión
| Año                      | Título                                           | Rol                    | Notas |
| ------------------------ | ------------------------------------------------ | ---------------------- | --- |
| 1970                     | George M!                                        | Agnes Nolan Cohan      | Película para televisión |
| 1971                     | Dr. Cook's Garden                                | Janey Rausch           | Película para televisión |
| 1972                     | Columbo                                          | Janice Benedict        | Episodio: "Etude in Black" |
| 1973                     | Adam's Rib                                       | Amanda Bonner          | 13 episodios |
| 1974                     | F. Scott Fitzgerald and 'The Last of the Belles' | Zelda Fitzgerald       | Película para televisión |
| 1974                     | Sidekicks                                        | Prudy Jenkins          | Película para televisión |
| 1975                     | Great Performances                               | Nina Zarechnaya        | Episodio: "The Seagull" |
| 1976                     | M*A*S*H                                          | Carlye Breslin Walton  | Episodio: "The More I See You" |
| 1976                     | A Love Affair: The Eleanor and Lou Gehrig Story  | Eleanor Gehrig         | Película para televisión |
| 1976                     | Great Performances                               | Alma Winemiller        | Episodio: "Eccentricites of a Nightingale" |
| 1977                     | The Court-Martial of George Armstrong Custer     | Sra. Custer            | Película para televisión |
| 1978                     | Are You in the House Alone?                      | Anne Osbourne          | Película para televisión |
| 1979                     | Too Far to Go                                    | Joan Barlow Maple      | Película para televisión |
| 1979                     | You Can't Take It with You                       | Alice Sycamore         | Película para televisión |
| 1982                     | Inside the Third Reich                           | Margarete Speer        | Película para televisión |
| 1983                     | In Defense of Kids                               | Ellen Wilcox           | Película para televisión |
| 1984                     | Guilty Conscience                                | Louise Jamison         | Película para televisión |
| 1984                     | Helen Keller: The Miracle Continues              | Anne Sullivan          | Película para televisión |
| 1988–1989                | Tattingers                                       | Hillary Tattinger      | 13 episodios |
| 1989                     | Money, Power, Murder.                            | Jeannie                | Película para televisión |
| 1990                     | Fe en la justicia                                | Emmeline Guitry        | Película para televisión |
| 1992                     | Getting Up and Going Home                        | Lily                   | Película para televisión |
| 1992                     | Cruel Doubt                                      | Bonnie Van Stein       | Película para televisión |
| 1992                     | Tales from the Crypt                             | Margaret               | Episodio: "Maniac at Large" |
| 1992                     | Lincoln                                          | Elizabeth Todd Edwards | Película para televisión |
| 1993                     | Tracey Ullman Takes on New York                  | Eleanor Levine         | Película para televisión |
| 1993                     | Great Performances                               | Narradora              | Episodio: "The Maestros of Philadelphia" |
| 1994                     | Oldest Living Confederate Widow Tells All        | Bianca Honicut         | Película para televisión |
| 1994                     | Leave of Absence                                 | Elisa                  | Película para televisión |
| 1997                     | Thomas Jefferson                                 | Martha Jefferson       | Película para televisión |
| 1997                     | A Call to Remember                               | Paula Tobias           | Película para televisión |
| 1998                     | From the Earth to the Moon                       | Narradora              | Episodio: "Le voyage dans la dune" |
| 1998                     | Saint Maybe                                      | Bee Bedloe             | Película para televisión |
| 1998                     | Murder She Purred: A Mrs. Murphy Mystery         | Sra. Murphy            | Película para televisión |
| 2001-2006, 2018-presente | Will & Grace                                     | Marilyn Truman         | 14 episodios Nominada – Primetime Emmy por Actriz invitada destacada en una serie de comedia (2005-2006)                                                                                     |
| 2002                     | We Were the Mulvaneys                            | Corinne Mulvaney       | Película televisiva. Nominada – Primetime Emmy a Actriz principal destacada en una miniserie o película                                                                                      |
| 2002                     | Presidio Med                                     | Dra. Harriet Lanning   | 3 episodios |
| 2003                     | Two and a Half Men                               | Evelyn Harper          | Episodio: "Most Chicks Won't Eat Veal" |
| 2004                     | Back When We Were Grownups                       | Rebecca Holmes Davitch | Película de televisión. Nominada – Golden Globe Award a Mejor actriz en una miniserie o película televisiva Nominada – Primetime Emmy Award por Actriz destacada en una miniserie o película |
| 2004-2006                | Huff                                             | Isabelle Huffstodt     | 25 episodios - Primetime Emmy Award (2005-2006) |
| 2009                     | Medium                                           | Louise Leaming         | Episodio: "A Taste of Her Own Medicine" |
| 2009                     | Nurse Jackie                                     | Maureen Cooper         | Episodio: "Tiny Bubbles" |
| 2011-2012                | Up All Night                                     | Dra. Angie Chafin      | 3 episodios |
| 2015                     | The Slap                                         | Virginia Latham        | Episodio: "Anouk" |
| 2016                     | Madoff                                           | Ruth Madoff            | 4 episodios |
| 2016                     | Odd Mom Out                                      | Madre de Jill          | Episodio: "Fasting and Furious" |
| 2017                     | Gypsy                                            | Nancy                  | 4 episodios |
| 2018                     | Halfway There                                    | Jeanne Ross            | Película para televisión |
| 2018                     | Patrick Melrose                                  | Nancy Valance          | Miniserie |

#### Series de TV destacadas
- 4 oz. (2007)
- Back When We Were Grownups (2004)
- We Were the Mulvaneys
- Saint Maybe
- A Call to Remember
- Candida
- The Seagull
- Will & Grace
- Presidio Med
- St. Elsewhere
- Huff (2004-2006)
- Cruel Doubt (1992)
- Nick and Hillary (1989)
- Tattinger's (1988)
- Inside the Third Reich (1982)
- Saturday Night Live (27 de marzo de 1982)
- M*A*S*H episode #94, "The More I See You" (estrenado el 2 de octubre de 1976)
- F. Scott Fitzgerald and the Last of the Belles (1974)
- Adam's Rib (1973)
- Columbo (1972)
- Dr. Cook's Garden (1970)

## Teatro
| Año       | Obra                        | Personaje             | Ubicación                     | Notas |
| --------- | --------------------------- | --------------------- | ----------------------------- | --- |
| 1965      | The Glass Menagerie         | Laura Wingfield       | Theater Company of Boston     | |
| 1967      | Three Sisters               | Irina Prozorova       | Trinity Square Playhouse      | |
| 1968      | Cyrano de Bergerac          | Hermana Marthe        | Vivían Beaumont Theater       | |
| 1968      | Up Eden                     | Violet Beam           | Jan Hus Playhouse Theater     | |
| 1968      | Lovers                      | Margaret Mary Enright | Vivían Beaumont Theater       | |
| 1969      | Someone's Comin' Hungry     | Connie Odum           | Pocket Theatre                | |
| 1969      | The Miser                   | Elise                 | Vivian Beaumont Theater       | Premio Theatre World                                                                                            |
| 1969-1972 | Butterflies Are Free        | Jill Tanner           | Booth Theatre                 | Tony Award a Mejor actriz invitada en una obra de teatro                                                        |
| 1971      | Major Barbara               | Barbara Undershaft    | Mark Taper Forum              | |
| 1972      | Twelfth Night               | Viola                 | Vivian Beaumont Theater       | |
| 1974      | The Seagull                 | Nina Zarechnaya       | Williamstown Theatre Festival | |
| 1975      | Ring Round the Moon         | Isabelle              | Williamstown Theatre Festival | |
| 1977      | The New York Idea           | Cynthia Karslake      | Brooklyn Academy of Music     | Nominada al Drama Desk Award por Actriz destacada en una obra                                                   |
| 1979      | Children of the Sun         | Lisa                  | Williamstown Theatre Festival | |
| 1980      | Betrayal                    | Emma                  | Trafalgar Theatre             | Nominada – Tony Award por Mejor actriz en una obra Nominada – Drama Desk Award por Actriz destacada en una obra |
| 1980-1981 | The Philadelphia Story      | Tracy Samantha Lord   | Vivian Beaumont Theater       | |
| 1987      | Blithe Spirit               | Elvira Condomine      | Neil Simon Theatre            | |
| 1988      | Much Ado About Nothing      | Beatrice              | Delacorte Theater             | |
| 1988      | A Streetcar Named Desire    | Blanche DuBois        | Circle in the Square Theatre  | Nominada – Tony Award por Mejor actriz en una obra                                                              |
| 1989      | Love Letters                | Melissa Gardner       | Promenade Theatre             | |
| 1991      | Picnic                      | Rosemary Sydney       | Williamstown Theatre Festival | |
| 1994      | The Seagull                 | Irina Arkadina        | Williamstown Theatre Festival | |
| 1995      | Sylvia                      | Kate                  | New York City Center          | |
| 1995-1996 | Moonlight                   | Bel                   | Laura Pels Theatre            | |
| 1998      | The Deep Blue Sea           | Hester Collyer        | Criterion Center Stage Right  | |
| 2000      | Tonight at 8.30             | Jane Featherways      | Williamstown Theatre Festival | |
| 2001      | Follies                     | Phyllis Rogers Stone  | Belasco Theatre               | Nominada – Tony Award por Mejor actriz en un musical                                                            |
| 2002      | Carousel                    | Sra. Mullin           | Carnegie Hall                 | |
| 2003      | All About Eve               | Karen Richards        | Ahmanson Theatre              | |
| 2006      | Suddenly Last Summer        | Violet Venable        | Laura Pels Theatre            | Nominada – Drama Desk Award por Actriz destacada en una obra                                                    |
| 2012-2013 | Nice Work If You Can Get It | Millicent Winter      | Imperial Theatre              | |
| 2014      | The Country House           | Anna Paterson         | Samuel J. Friedman Theatre    | |

## Premios

### Satellite Awards[21]
| Año  | Categoría               | Película      | Resultado |
| ---- | ----------------------- | ------------- | --------- |
| 2006 | Mejor Actriz de reparto | The Last Kiss | Candidata |